# Malagassisch socialisme
Het Malagassisch socialisme was gedurende de regeringen van Philibert Tsiranana (1960-1972) en Didier Ratsiraka (1975-1993) de officiële ideologie van Madagaskar. Het Malagassisch socialisme van Tsiranana en het Malagassisch socialisme van Ratsiraka hadden evenwel niets met elkaar gemeen, behalve dat geen van beiden hun variant van het socialisme erg duidelijk omschreef.

## Tsiranana
Onder Tsiranana was het Malagassisch socialisme een pragmatische en (bewust) vaag omschreven vorm van Afrikaans socialisme gebaseerd op de economische ontwikkeling van het land op basis van een sterke privésector, buitenlandse investeringen, privébezit en een gemengde economie. Tsiranana was een uitgesproken tegenstander van het nationaliseren van bedrijven en vond dat de overheid de privésector alleen te hulp mocht schieten wanneer bedrijven in nood verkeerden. Daarnaast speelde het traditionele gemeenschapsleven in de dorpen een belangrijke rol om overtrokken individualisme tegen te gaan. Volgens Tsiranana was het Malagassisch socialisme een speciaal aan de omstandigheden van Madagaskar aangepaste vorm van socialisme en kon daarom ook niet zonder meer vergeleken worden met andere vormen van socialisme waar ook ter wereld. De president verwierp het marxisme en het communisme en onder zijn bewind onderhield Madagaskar geen betrekkingen met het Oostblok. Het grote voorbeeld voor Tsiranana was Israël dat zich in korte tijd wist te ontwikkelen tot een welvarend land. Om een zelfde vorm van welvaart te bereiken moest er nauw met Israël worden samengewerkt, evenals met oud-kolonisator Frankrijk.
Het bewind van president Tsiranana was gematigd autoritair en werd gedomineerd door zijn Parti social-démocrate (PSD). Het land werd echter onder zijn bewind nooit een eenpartijstaat. Vanaf het begin van de jaren zeventig werd Madagaskar geplaagd door (studenten)opstanden die gericht waren tegen de regering van Tsiranana en in mei 1972 trad de president af.

## Ratsiraka
Didier Ratsiraka kwam in 1975 tijdens een staatsgreep aan de macht en voerde zijn eigen variant van het Malagassisch socialisme door. Anders dan Tsiranana voerde Ratsiraka een min of meer marxistisch economisch beleid. Hij nationaliseerde banken, buitenlandse ondernemingen en grote industrieën. Net als Tsiranana zag Ratsiraka af van een eenpartijstaat, maar hij stond alleen partijen toe die zijn beleid ondersteunden. Deze partijen moesten zich verplicht aansluiten bij het Nationaal Front voor de Verdediging van de Socialistische Revolutie van Madagaskar waarvan Ratsiraka's eigen AREMA het belangrijkste onderdeel vormde. Naast het Malagassisch socialisme ontwikkelde Ratsiraka ook het Christen-Marxisme, een mengeling van christelijke moraal en marxistisch socialisme. Geheel anders dan andere vormen van wetenschappelijk socialisme was bij Ratsiraka het uitgangspunt dat God bestaat. Ook werd Ratsiraka beïnvloed door de Noord-Koreaanse ideologie Juche. Ratsiraka schreef een boekje om zijn filosofische inzichten kenbaar te maken aan de bevolking en dit boekje kreeg de naam Handvest voor de Malagassische Revolutie, maar werd beter bekend als "het Rode Boekje" omdat het qua vorm geven en kleur van de kaft sterke overeenkomsten vertoonde met het Rode Boekje van Mao Zedong. Om economische ontwikkeling van het land te verwezenlijken was het afhankelijk van hulp van Frankrijk, de Sovjet-Unie, de Volksrepubliek China en Noord-Korea. 
Het beleid van Ratsiraka bleek evenwel een fiasco. Vanaf 1990 werd het regime geliberaliseerd en bij de eerste democratische verkiezingen in 1993 moest Ratsiraka het veld ruimen voor Albert Zafy en kwam er een einde aan het Malagassisch socialisme à la Ratsiraka.